# Кхонса
Кхонса (англ. Khonsa) — город в индийском штате Аруначал-Прадеш. Административный центр округа Тирап.

## География
Расположен недалеко от границы с Мьянмой. Средняя высота города над уровнем моря — 1214 метров.

## Население
По данным переписи 2001 года население города составляет 9229 человек (5207 мужчин и 4022 женщины). Доля детей в возрасте младше 6 лет составляет 15 %. Уровень грамотности — 74 %, что выше, чем средний по стране показатель 59,5 %. Уровень грамотности среди мужчин — 80 %, среди женщин — 65 %. Большая часть населения города — христиане, главным образом баптисты, имеется также католическое меньшинство.

## Транспорт
Национальное шоссе 52B соединяет Кхонсу с городом Дибругарх (на северо-западе), а также с городами Ладжу (на юго-востоке) и Чангланг (на северо-востоке).